# أبو بكر بن الصيرفي
يحيى بن محمد بن يوسف الأنصاري ( - 570 هـ)، يكنى أبا بكر، ويعرف بـابن الصّيرفي، من أهل غرناطة.
كان نسيج وحده في البلاغة والجزالة، والتّبريز في أسلوب التاريخ، والتملؤ من الأدب، والمعرفة باللغة والخبر. قال أبو القاسم: من أهل المعرفة بالأدب والعربية والفقه والتاريخ، ومن الكتاب المجيدين والشعراء المطبوعين المكثرين. كتب بغرناطة عن الأمير أبي محمد تاشفين، وله فيه نظم حسن. قرأ على شيوخ بلده، وأخذ عن العالم الحافظ أبي بكر بن العربي ونمطه.

## مؤلفاته
ألّف في تاريخ الأندلس كتابا سماه «الأنوار الجلية، في أخبار الدولة المرابطيّة» ضمّنه العجاب إلى سنة 530 هـ. ثم وصله إلى قرب وفاته، وكتابا آخر سمّاه «تقصّي الأنباء وسياسة الرؤساء» .

## من شعره
قال: أنشدت الأمير تاشفين في هلاك ابن رذمير:

## وفاته
توفي بغرناطة في حدود السبعين وخمسمائة.